# Карликовый гурами
Карликовый гурами (лат. Trichopsis pumila) — вид лабиринтовых рыб из семейства макроподовых (Osphronemidae). Рыбы обитают в Юго-Восточной Азии от Индонезии, Таиланда, Лаоса до Вьетнама. Они населяют небольшие, густо заросшие травянистыми растениями водоёмы и котлованы с тёплой водой.

## Описание
Длина тела карликового гурами составляет примерно 4 см. Оно коричневого окраса, покрыто небольшими, голубыми пятнами. Плавники голубые с красной каймой, а также с красным рисунком. Глаза голубые с красным ободком.
Форма тела имеет определённое сходство с бойцовыми рыбками, однако, у карликового гурами более короткие плавники. У самцов они заострённые, и, кроме того, вдоль всего тела до основания хвостового плавника проходит красная полоса.
Продолжительность жизни в аквариуме может составлять примерно 6 лет.

## Размножение
В период размножения и при возбуждении самец и самка издают урчащие звуки. Самцы строят пенное гнездо для икры.

## Содержание
Температура воды для карликовых гурами должна быть от 25 °C до 28 °C. Объём аквариума должен быть не менее 5 л на пару рыб. pH воды должен быть от немного кислого до нейтрального. Необходимо содержать как минимум 5 особей вместе. Не следует содержать вместе с агрессивными видами рыб.